# Elton John Bruins
Elton John Bruins (* 29. Juli 1927 in Fairwater; † 23. März 2020 im Ottawa County) war ein US-amerikanischer reformierter Theologe.

## Leben
Er erwarb 1950 den Bachelor am Hope College, 1953 den Bachelors Degree am Western Theological Seminary, am Union Theological Seminary den STM (John Henry Livingston. His life and work, a reinterpretation) und 1962 den Doctor of Philosophy (The New Brunswick Theological Seminary, 1884–1959) an der New York University. Er lehrte als Professor am Hope College (1966–1992).

## Schriften (Auswahl)
- The Americanization of a congregation a history of the Third Reformed Church of Holland, Michigan. Grand Rapids 1970.
- The Bruins family of Alto, Wisconsin. Historical and genealogical data relating to the family of Hendrik and Hendrika Van Wechel Bruins and their descendants, 1750 to 1980. Holland 1980, OCLC 6573601.
- Unto the sixth generation. The descendants of Derk and Cynthia Bruins, 1865–1990. Holland 1990, OCLC 22335347.
- Into the third millenium. The Derk and Cynthia Bruins family, 1865–2002. Holland 2002, OCLC 50427126.